# ポチャカイテ・マルコ
ポチャカイテ・マルコ（POCHAKAITE MALKO)は、日本のロック・バンド。2012年1月に解散した。

## 来歴
- 1996年

ゴーストの荻野和夫と元高円寺百景の桑原重和により結成。
- 1997年

進揚一郎、後藤しゃあみん、SHIHO 加入。
ドラムが進から立岩潤三に交代。
活動休止。荻野はゴーストに戻り、並行して桑原、立岩、坂元健吾(ベース 高円寺百景)、美ノ辺純子(ヴァイオリン)と飛電兵 (FLYING ELECTRICK SOLDIER)を結成。
- 2000年

荻野、桑原、立岩、しゃあみん、上野朋洋で復活ライヴ。
しゃあみん 脱退。
- 2001年

荻野、桑原、立岩、上野で1st「POCHAKAITE MALKO」録音。
- 2002年

上野 脱退。壷井彰久 加入。
- 2004年

2nd「LAYA」録音。
- 2006年

3rdミニ・アルバム「DOPPELGANGER」録音。

2012年1月に解散。

### 逸話・その他
ポチャカイテ・マルコと言うバンド名は、ブルガリア語で「ちょっと待ってください」と言う意味である。

## メンバーと担当楽器

### 第1期 1996年
- 荻野和夫：ピアノ/キーボード
- 桑原重和：ベース
- ？：ドラム
- ？：ヴォーカル
- ？：ヴァイオリン

### 第2期 1997年
- 荻野和夫：ピアノ/キーボード/リコーダー
- 桑原重和：ベース
- 進揚一郎：ドラム
- 後藤しゃあみん：キーボード/チェロ/ギター
- SHIHO：ブルガリアン・ボーカル

### 第3期 1997年
- 荻野和夫：ピアノ/キーボード
- 桑原重和：ベース
- 立岩潤三：ドラム/パーカッション
- 後藤しゃあみん：キーボード/チェロ/ギター
- SHIHO：ブルガリアン・ボーカル

### 第4期 2000年
- 荻野和夫：ピアノ/キーボード
- 桑原重和：ベース
- 立岩潤三：ドラム/パーカッション
- 後藤しゃあみん：キーボード
- 上野朋洋：ギーボード

### 第5期 2001年～2002年
- 荻野和夫：ピアノ/キーボード
- 桑原重和：ベース
- 立岩潤三：ドラム/パーカッション
- 上野朋洋：オルガン/ギーボード

+
- 伏見蛍：ギター(ゲスト/1st)
- KEIKU：ヴォイス(ゲスト/1st)

1st「POCHAKAITE MALKO」録音。

### 第6期 2002年～
- 荻野和夫：ピアノ/キーボード/リコーダー
- 桑原重和：ベース
- 立岩潤三：ドラム/パーカッション
- 壷井彰久：ヴァイオリン

+
- KEIKU：ヴォイス(ゲスト/2nd)
- 今井龍一：ウード(ゲスト/2nd)

2nd「LAYA」、3rdミニ・アルバム「DOPPELGANGER」録音。

## ディスコグラフィー

### スタジオ・アルバム
- POCHAKAITE MALKO (2001年 第5期)
- LAYA (2004年 第6期)
- DOPPELGANGER(ミニ・アルバム) (2006年 第6期)

### 映像作品

#### オムニバス
- 変拍子DE踊ろう！ (2002年　“G-13”、“UKRAINE”、“不整脈”、“ACID RAIN”で参加　第6期)